# Kék Mauritius
A Kék Mauritius bélyeg egyike a világ legkülönlegesebb bélyegeinek. 
A kék és vörös Mauritius néven ismert bélyegeket 1847. szeptember 21-én adták ki Mauritius szigetén, 1 (vörös) és 2 pennys (kék) értékben. Ezek voltak az első olyan brit bélyegek, melyeket az Egyesült Királyság területén kívül adtak ki. 500 darabot nyomtattak belőlük, de az idők során ezek jelentős része megsemmisült. Jelenleg 26−27 db létezéséről tudnak biztosan. A sorozat első részét „Post Office” felirattal nyomták, majd áttértek a „Post Paid” szövegre.
1993-ban kb 200−200 millió forintnyi értékért cserélt gazdát 1−1 piros és kék példány (ez utóbbi 70 ezer dollárral drágábban).
Ez volt minden idők legdrágább filatelista üzletkötése. Jelenleg 1 millió angol fontra becsülik egy ilyen bélyeg értékét.

## Jegyzet
1. ↑  Kis bélyegtörténet. 3szek.ro, 2017. szeptember 22. (Hozzáférés: 2025. január 27.)